# ジャスティン・ホイト
ジャスティン・レイモンド・ホイト（Justin Raymond Hoyte, 1984年11月20日 - ）は、イングランド出身のサッカー選手。元トリニダード・トバゴ代表。ポジションはディフェンダー。

## 経歴

### クラブ
アーセナルFCのユース出身。2005-2006シーズンはサンダーランドAFCにレンタル移籍し、初めてシーズンを通して出場機会を得た。2006-2007シーズンはアシュリー・コールが移籍し、開いた左サイドバックの座をガエル・クリシーと争うが敗れる。右サイドバックではバカリ・サニャに座を明け渡した後も、ベンチ要員でもアーセナルに残り続けると宣言するクラブへの忠誠心が高いプレーヤーでもあった。2008年にミドルズブラFCへ300万ポンドで移籍した。

### 代表
イングランドU-17、U-19、U-21の代表歴を持ち2003年のUEFA U-19欧州選手権や2007年のUEFA U-21欧州選手権に出場した、将来的にはイングランド代表を支える存在となることが期待されている。なお、2006 FIFAワールドカップ前には、自らのルーツをもつトリニダード・トバゴからの代表入りを打診されたが断っている。その後トリニダード・トバゴ代表入りに応じ、2013 CONCACAFゴールドカップに出場し、2016年までの4年間で18試合に出場した。

## 人物
実弟にあたるギャヴィン・ホイトはダゲナム・アンド・レッドブリッジFCに所属している。